# Robert Bamford
Robert Bamford (* 16. Juni 1883 in Lamarsh (Essex); † 16. April 1942 in Brighton) war ein britischer Geschäftsmann und Ingenieur aus Essex. Er ist neben Lionel Martin Gründer der Automarke Aston Martin.

## Leben
Robert Bamford war der Sohn von Reverend Robert Bamford (1854–1898) und entstammte einer Familie von geistlichen Würdenträgern. Seine Eltern heirateten 1882 und hatten neben Robert Bamford noch einen weiteren Sohn Edward Bamford (1887–1928). Nach dem Besuch der Universität und dem Abschluss als Ingenieur nahm er als Leutnant im 33. Royal Army Service Corps am Ersten Weltkrieg teil. Kurz zuvor am 15. Januar 1913, gründete er zusammen mit dem Rennfahrer Lionel Martin die Firma Bamford & Martin Ltd.
Im Mai 1918 verlobte er sich mit Muriel Mathilda Etches und heiratete diese 1919 in Newton Abbot in Devon. Sie bekamen 1921 eine Tochter (Patricia Bamford).
Bamford starb schließlich 1942 im Alter von 59 Jahren in Brighton.

## Aston Martin

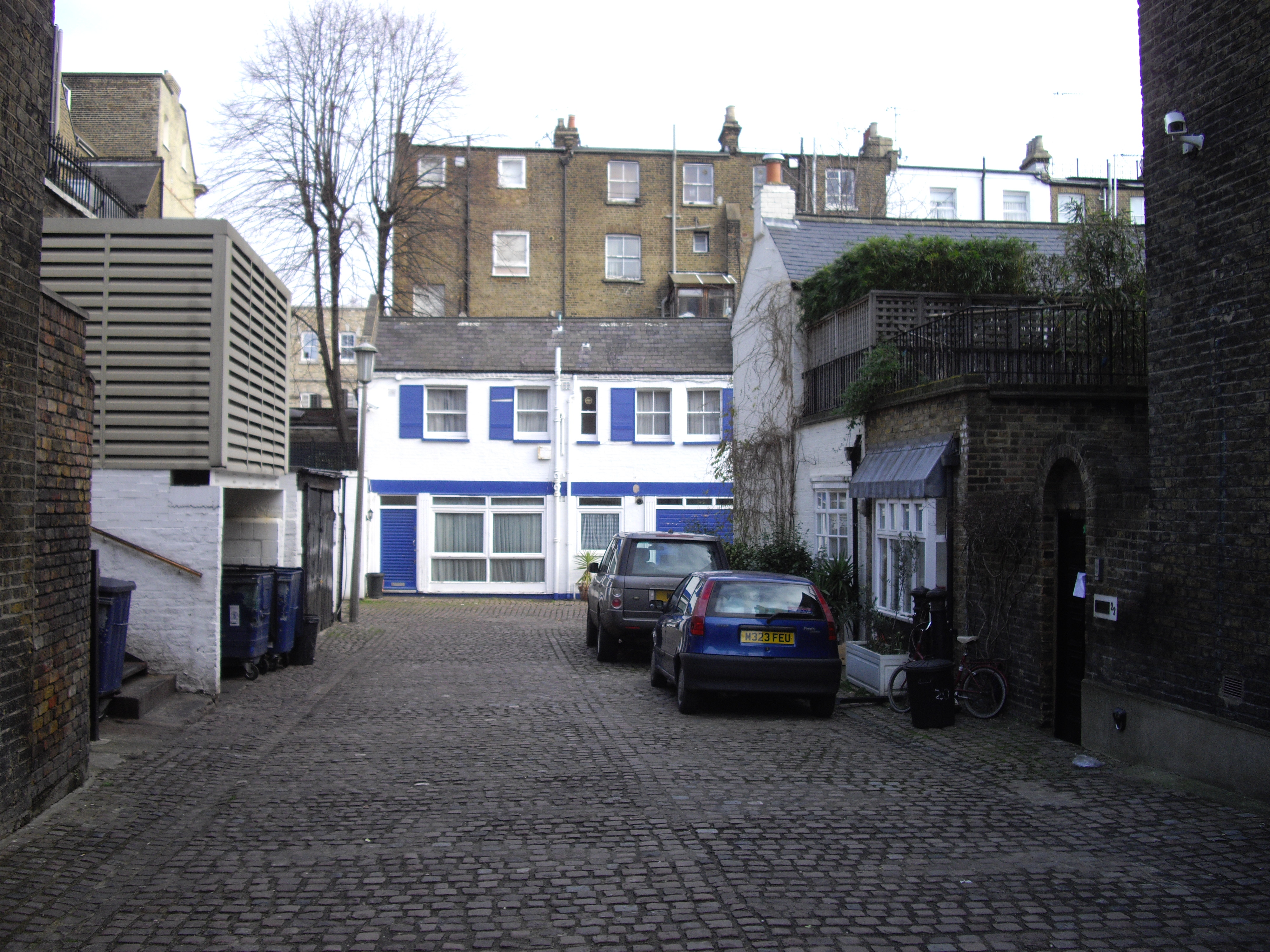
Sitz der Firma Bamford & Martin in London SW3

Die von Bamford und Martin gegründete Firma Bamford & Martin Ltd. befasste sich mit der Reparatur und dem Vertrieb von Automobilen der Marke Singer im südenglischen Raum. Nach der Devise „Win on sunday, sell on monday“ beteiligte sich die neugegründete Firma regelmäßig mit Singer-Automobilen an Autorennen. Doch die Fahrzeuge wiesen im Renneinsatz etliche Mängel auf, Bamford und Martin planten daher schon früh eine eigene Entwicklung. Bereits 1914 – ein Jahr nach der Gründung – benannten sie die Firma nach der erfolgreichen Teilnahme am Aston Clinton Bergrennen in Aston Martin um. Im März 1915 stand der Prototyp, spöttisch „Coal Scuttle“ (Kohlenkasten) genannt, mit einem optimierten Coventry-Simplex-Motor auf den Rädern. Das Modell wurde bereits als Aston-Martin bezeichnet. Allerdings ruhte danach aufgrund des Ersten Weltkrieges erst einmal die Produktion und Entwicklung. Bamford und Martin verkauften sämtliche Maschinen an die Sopwith Aviation Company. Erst 1920 nach Ende des Krieges konnte ein zweites Aston Martin Modell entwickelt werden. Dazu wurde der Unternehmenssitz nach London verlegt. Aus dem neuen Modell entstand 1923 eine erste Kleinserie. Allerdings verließ Bamford noch 1920 das Unternehmen, da er kein Interesse an einer Serienproduktion besaß.
Nach einigen finanziellen Rückschlägen verließ auch Martin dann 1926 das Unternehmen, welches nach mehreren Eigentümerwechseln bis heute noch Autos produziert.